# Трансперсонална психология
Трансперсоналната психология се появява като клон на психологията през 60-те години като надстройка на хуманистичната психология. Трансперсонално буквално означава (транс-отвъд, персонално-личност, его) през или отвъд отделния човек или психика. През 1902 г. Уилям Джеймс пише за трансперсоналните феномени. Карл Юнг очевидно е първият автор, който говори за „трансперсонално несъзнавано“, термин, който той използва синонимно на „колективно несъзнавано“. Концепцията на Юнг за архетиповете, синхрона и колективното несъзнавано са имали голямо влияние върху авторите в тази област. В съюз със своя предшественик – хуманистичната психология, трансперсоналната психология заема антиредуционистична позиция към източниците на човешкия опит и се фокусира върху феноменологията на съзнанието – особено върху онези състояния на съзнанието, които видимо надскачат впечатлението за лична изолация, централност и самодостатъчност.
Трансперсоналната психология признава, че всички психологии са в същността си модели и като такива нито един модел не е „истината“, а по-скоро само по необходимост ограничен образ и указание за реалността.

## Критика
Трансперсоналната психология очевидно има неадекватна емпирична основа. За всеки изследвал трансперсоналната сфера и преживяванията в дълбочина, е очевидно, че за дълбокото интелектуално разбиране и за умелата терапия е нужна адекватна лична основа, лежаща на опита.